# Los Tilos de Moya
Los Tilos de Moya este o arie protejată (arie specială de conservare — SAC, sit de importanță comunitară — SCI) din Spania întinsă pe o suprafață de 89 ha, integral pe uscat.

## Localizare
Centrul sitului Los Tilos de Moya este situat la coordonatele 28°05′14″N 15°35′39″W / 28.0873°N 15.5941°V.

## Înființare
Situl Los Tilos de Moya a fost declarat sit de importanță comunitară în octombrie 1999 pentru a proteja 2 specii de plante. Situl a fost protejat și ca arie specială de conservare în ianuarie 2010.

## Biodiversitate
Situată în ecoregiunea , aria protejată conține 2 habitate naturale: Pante stâncoase silicioase cu vegetație casmofită, Păduri macaroneziene de dafin (Laurus, Ocotea).
La baza desemnării sitului se află mai multe specii protejate de  plante (2): Isoplexis chalcantha, Sideritis discolor.